# Milla Jovovich
Milla Jovovich (serbiska: Милица Јововић), född Milica Nataša Jovović den 17 december 1975 i Kiev, Ukrainska SSR, Sovjetunionen, är en amerikansk supermodell, skådespelerska, sångerska och modedesigner.

## Biografi
Milla Jovovich föddes den 17 december 1975 i Kiev som Milica Nataša Jovović, med en serbisk far och rysk mor. När hon var fem år gammal flyttade familjen till USA.
Jovovich försökte sig även på en karriär inom musiken då hon 1994 släppte albumet The Divine Comedy, som 1998 följdes upp med The Peopletree Sessions. Hon medverkar även på soundtracket till The Million Dollar Hotel.
Hon är sedan 2009 gift med Paul W.S. Anderson. De har tre barn tillsammans, Ever Gabo Anderson, Dashiel Edan och Osian Lark Elliot.

## Filmografi (urval)
- 1988 – Two Moon Junction
- 1991 – Tillbaka till den blå lagunen
- 1992 – Kuffs
- 1992 – Chaplin
- 1993 – Dazed and Confused
- 1997 – Det femte elementet
- 1998 – He Got Game
- 1999 – Jeanne d'Arc
- 2000 – The Million Dollar Hotel
- 2000 – The Claim
- 2001 – Zoolander
- 2002 – Dummy
- 2002 – Resident Evil
- 2002 – No Good Deed – Goes Unpunished
- 2002 – You Stupid Man
- 2004 – Resident Evil: Apocalypse
- 2006 – Ultraviolet
- 2006 – 45.
- 2007 – Resident Evil: Extinction
- 2009 – A Perfect Getaway
- 2009 – Närkontakt - The Fourth Kind
- 2010 – Dirty Girl
- 2010 – Resident Evil: Afterlife
- 2010 – Stone
- 2011 – Lucky Trouble
- 2011 – Bringing Up Bobby
- 2011 – Faces in the Crowd
- 2011 – The Three Musketeers
- 2012 – Resident Evil: Retribution
- 2014 – Cymbeline
- 2015 – Survivor
- 2016 – Zoolander 2
- 2016 – Resident Evil: The Final Chapter
- 2020 – Monster Hunter
- 2025 – In the Lost Lands

## Diskografi
- 1994 – The Divine Comedy (SBK)
- 1998 – The Peopletree Sessions (Peopletree)